# Yves Klein

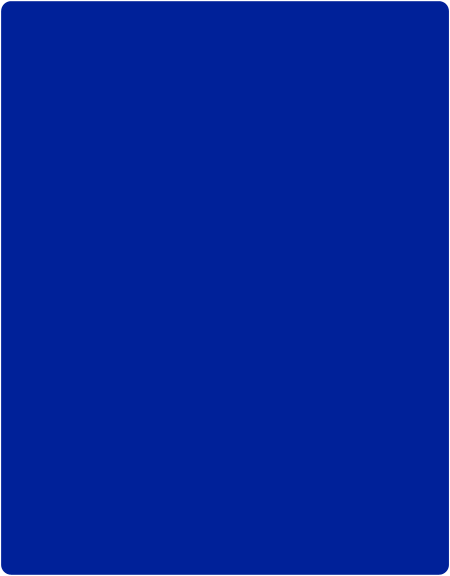
Fake International Klein Blue.

Yves Klein, född 28 april 1928 i Nice, död 6 juni 1962 i Paris, var en fransk målare, skulptör och performanceartist.

## Biografi
Trots sin korta konstkarriär (1954–1962) anses Klein vara en av förgrundsgestalterna för efterkrigstidens avantgardism. Han blev känd för sina stora, monokroma målningar med sin egenutvecklade blå färg International Klein Blue (IKB).
I början av sin karriär gjorde han ett flertal monokroma verk i olika färger. Färgerna sades ha anknytning till Rosenkreutzarna, där han själv var medlem. 1957 ställde han ut sina första verk målade med färgen IKB, som han själv skapat, och detta var sedan den dominerande färgen för hans målningar och skulpturer. Hans "utställning" av de nakna väggarna i ett Parisgalleri 1958 förnekade alla måleriska konventioner.
Klein var även utövare av kampsporten judo och reste till Japan för att fördjupa sig i sporten. Han tog svart bälte, men vid återkomsten till Frankrike ansågs han inte kunna styrka sin Dan-gradering. 
Han utförde även performancekonst, målningar kallade Anthropometries (1958–1960), där nakna kvinnliga modeller täckta med blå färg fick göra avtryck på duken, och "eldkonst" där han använde olja och eldkastare. Ett annat känt (om än omstritt) verk är "Le Saut dans le Vide" (svenska: "Steget ut i ingentinget"), bestående av ett fotografi där Klein ses kasta sig ut från en byggnad.
Klein dog 1962 i Paris efter en hjärtinfarkt.